# New Balance
New Balance Athletics, Inc. (NB) eller New Balance er en amerikansk producent af sportssko og sportstøj, der er baseret i Boston, Massachusetts. Virksomheden blev etableret af William J. Riley i 1906 som New Balance Arch Support Company.
New Balance har produktion i USA og Storbritannien.
New Balance er sponsorer for New York Road Runners, National Basketball Association (NBA), major league baseball-holdene New York Mets og Boston Red Sox.